# عاريات خيشوم مانديلا
عاريات خيشوم مانديلا هي نوع من عاريات الخيشوم البحرية الملونة، ورخويات بطنيات الأقدام البحرية عديمة الصدفة. العضو الوحيد في جنس مانديلا واسم العائلة مانديلا. الجنس واسم العائلة يكرمان نيلسون مانديلا، الرئيس السابق لجنوب إفريقيا.

## الإنتشار
تم العثور على عاريات خيشوم مانديلا حتى الآن فقط حول الساحل الجنوبي الأفريقي من ساحل المحيط الأطلسي لشبه جزيرة كيب إلى بورت إليزابيث في 10-400 متر من المياه.

## الوصف
يتميز عاريات خيشوم مانديلا ببشرة بيضاء متسخة إلى بنية اللون. لديها بقع سوداء متناثرة فوق الشوكة. خياشيمها وحيداتها الأنفية كبيرة وذات لون كريمي. حيدات الأنف متقشرة، لكنها مستطيلة وليست مستديرة. قد يكون للحيوان أيضًا خطوط بنية غير منتظمة بدلاً من بقع على الشق تشع إلى الحواف. قد يصل طولها الإجمالي إلى 70 ملم.

## علم البيئة
يتغذى هذا النوع على الإسفنجيات.

## روابط خارجية
- Mandelia mirocornata at nudipixel